# Marie in Bayern

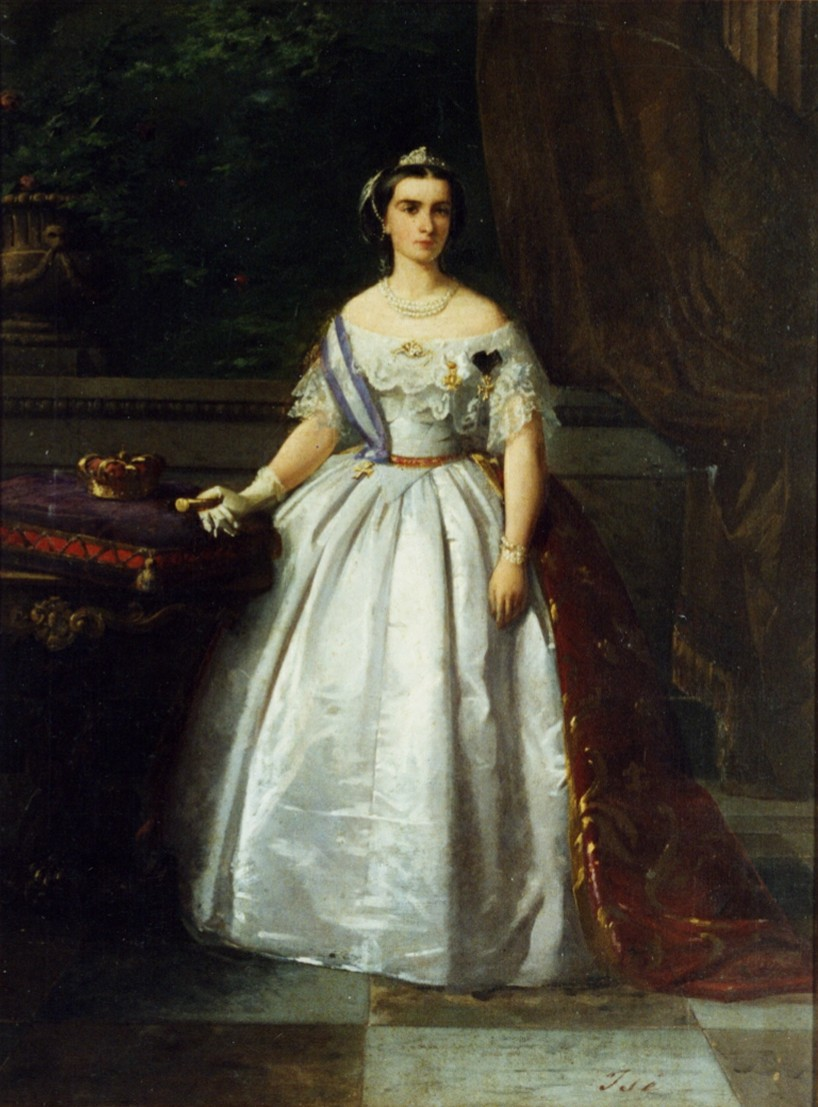
Marie Sophie Amalie, Porträt um 1860

Marie Sophie Amalie, Herzogin in Bayern (* 4. Oktober 1841 in Possenhofen; † 19. Januar 1925 in München) stammte aus der Linie der Herzöge in Bayern des Hauses Wittelsbach. Sie wurde 1859 zur letzten Königin beider Sizilien.

## Leben

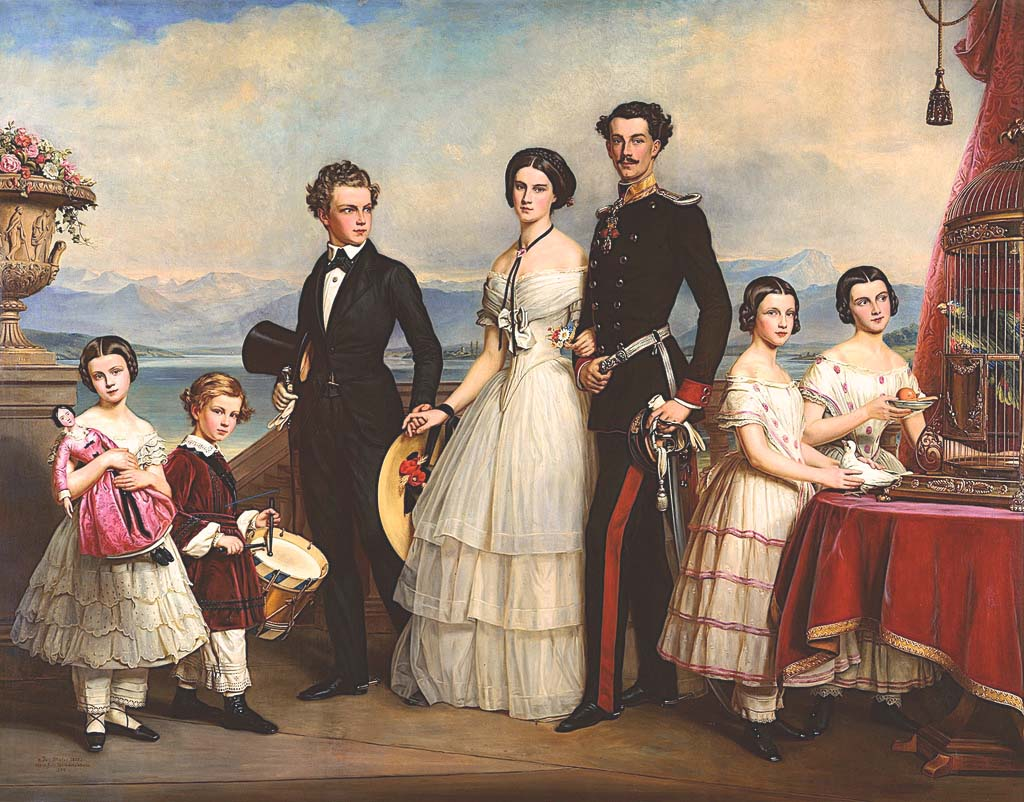
Die Geschwister der Kaiserin Elisabeth von Österreich von Joseph Stieler (1854), ganz rechts Marie

Marie war eine Tochter von Herzog Max Joseph in Bayern und seiner Ehefrau Ludovika von Bayern, also eine Schwester der österreichischen Kaiserin Elisabeth und Schwägerin von Kaiser Franz Joseph I. Ihre Geburt war eine Sturzgeburt, beinahe wäre sie am Mittag des 4. Oktober 1841 im Garten von Schloss Possenhofen auf die Welt gekommen. Gerade noch rechtzeitig schaffte ihre Mutter es in den Salon im Erdgeschoss des Schlosses, wo die Geburt erfolgte. Sie wuchs mit ihren Geschwistern – drei Brüdern und vier Schwestern – auf Schloss Possenhofen und in München auf. Marie entwickelte sich zu einer Schönheit, mit dunklen Augen und Haaren, die sie von ihrer Großmutter väterlicherseits, der Herzogin Amalie in Bayern, geerbt hatte.
Mit 17 Jahren wurde sie am 8. Januar 1859 mit dem Kronprinzen Franz (1836–1894), dem ältesten Sohn des Königs Ferdinand II. von Neapel, in Abwesenheit des Bräutigams in München verheiratet. Ihren Bräutigam kannte sie nur von einem geschönten Bild, das man ihr in München übergeben hatte.

### Königin

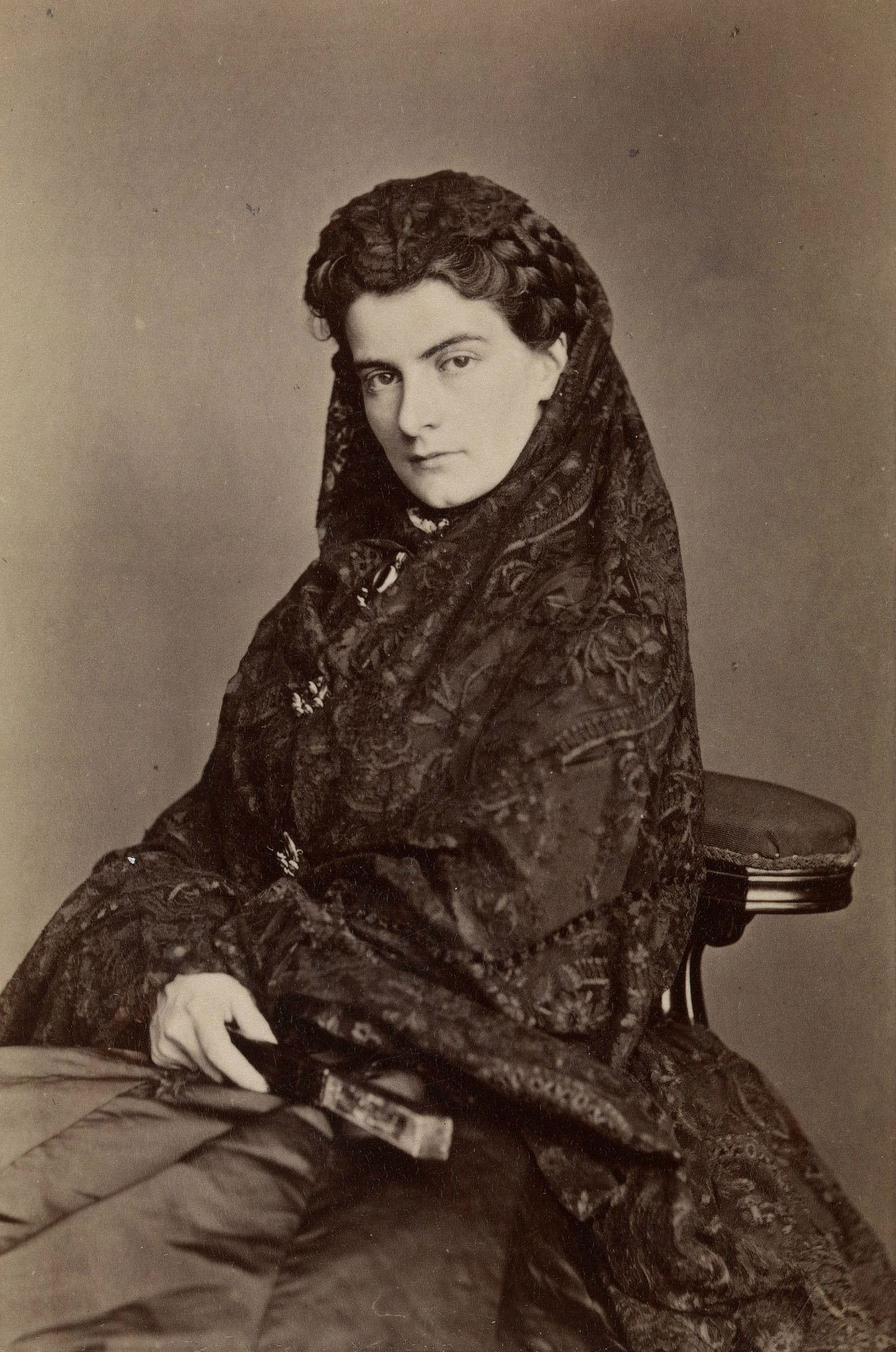
Porträt von Marie Sophie (Joseph Albert, 1875)

Sie reiste über Triest nach Bari in ihre neue Heimat Neapel, wo am 3. Februar 1859 die eigentliche Trauung stattfand. Sieben Tage nach ihrer Ankunft starben kurz nacheinander zwei weibliche Familienmitglieder an Typhus. Die abergläubische neapolitanische Bevölkerung bezeichnete Marie daraufhin als „Getatura“, als Unglücksbringerin, so erinnert sich ihre Nichte Amelie. Aus ihrem alten Leben durfte sie nichts mitnehmen, sie fühlte sich allein im fremden Land. Als sie in Sizilien ankam, lag ihr Schwiegervater im Sterben. Ihr Gemahl Franz II. sollte auf den Thron folgen, war jedoch regierungsunfähig und mehr mit Kirchenliteratur beschäftigt. Die Regierung übernahm nach dem Tod des Königs Franzens Stiefmutter Maria Theresia von Habsburg, während Marie nur formal Königin war. Eine wichtige Stütze des jungen Königspaares war damals der Schweizer General Felix von Schumacher, Flügeladjutant von Ferdinand II. und nachmaliger Verteidiger von Gaeta. Unter seinen Schutz hatten sich während der Revolution bereits Papst Pius IX. und Leopold II., Großherzog der Toskana, begeben.
Die radikalen Einigungskämpfer Giuseppe Garibaldi und Francesco Crispi planten mit Hilfe des Königreiches Sardinien-Piemont, der zu den Bourbonen gehörenden neapolitanischen Königsfamilie die Macht zu entreißen und ihr Territorium dem künftigen italienischen Nationalstaat einzugliedern. Armee und Freiwillige schlossen sich Garibaldi an, und Neapel wurde erobert. Königin Marie flehte Schwester und Schwager in Wien um militärische Hilfe an; doch Österreich war gerade im Sardinischen Krieg unterlegen und konnte nicht helfen.

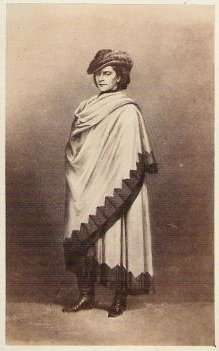
Marie in sizilianischer Tracht

Marie und Franz fanden Zuflucht bei General von Schumacher in der Festung Gaeta, wobei sie nur 66 Reliquiare und die Asche der heiligen Iasonia mitnahmen, da Franz annahm, dass sich die Lage innerhalb weniger Tage wieder beruhigen würde. Doch schließlich wurde auch Gaeta beschossen und bombardiert. Hunger und Seuchen in der Burg machten die Verteidigung schwer; Franz wollte schließlich abtreten und ins Exil gehen, doch Marie war entschlossen auszuharren. Sie tat alles, was in ihrer Macht stand, um den kämpfenden Soldaten beizustehen, teilte Vorräte ein, versorgte Verwundete und ermutigte die wenigen königstreuen Truppen (vier Schweizer Bataillone und Reste der neapolitanischen Armee) zum Weiterkämpfen. Schließlich stellte sie sich selbst, mit einem Gewehr bewaffnet, auf die Zinnen der Festung, um diese mit zu verteidigen. Ein eindrucksvolles Gemälde des Historienmalers Ferdinand Piloty in Bad Kreuth zeigt, wie sie in Begleitung von General Felix von Schumacher in höchster Gefahr die Batterien besucht.
So verblieb das Herrscherpaar bis zur letzten Minute in seinem untergehenden Königreich, bis es keinen anderen Ausweg mehr gab und Gaeta im Februar 1861 kapitulierte. Franz unterzeichnete am 13. Februar 1861 die Kapitulation. Im Auftrag von Camillo Benso von Cavour wurde dem königlichen Paar ein ehrenhafter Abzug gestattet, da die Feinde von der Tapferkeit der erst 19-jährigen Königin beeindruckt waren. Das Königspaar reiste auf einem französischen Schiff und in Begleitung von General Felix von Schumacher nach Rom ins Exil, wo sie zunächst im Vatikan Zuflucht fanden. Die Festung wurde anschließend gestürmt und eingenommen.
Europaweit erregte die tapfere, einer Fürstin gar nicht angemessene Haltung Maries Aufsehen und Bewunderung; den Konservativen, vor allem im Hochadel, galt sie schnell als „neuer Stern am Himmel des Legitimismus“: Moritz Graf zu Bentheim-Tecklenburg dichtete auf sie „An Neapels Königin“, und selbst Franz Grillparzer besang sie in einem Epigramm:
Fest wie Gaetas Felsen stehen,

Wird deines Namens Ruhm nicht untergehen.

Vertrau auf Gott! du wirst sie wiedersehen.
Und noch nach siebzig Jahren rühmte sie Benedetto Croce mit den Worten:

“E la regina, rampollo della non meno generosa stirpe dei Wittelsbach, da margravi e duchi diventati re di Baviera, cinti di aureola guerriera e di più recente aureola artistica, poetica e romantica, la regina Maria Sofia, era degna di quello sposo, che sugli spalti di Gaeta combatteva quasi semplice soldato: essa, imperterrita tra il piovere delle bombe, suora di carità e amazzone ad una, evocante le più eroiche figure femminili della storia, pia e guerriera come la fanciulla d’Orléans”

„Und die Königin, Spross des nicht weniger edlen Hauses Wittelsbach, von Markgrafen und Herzögen, die Könige von Bayern geworden waren, umstrahlt von Kriegsruhm und erst jungem künstlerischem, dichterischem, romantischem Ruhm, die Königin Marie Sophie – sie war dieses Gatten würdig, der auf den Bastionen von Gaëta wie ein einfacher Soldat kämpfte: unerschrocken im Pulverdampf der Granaten, Krankenschwester und Amazone in einem, beschwor sie die größten Heldinnengestalten der Geschichte herauf, fromm und kriegerisch wie die Jungfrau von Orléans.“

### Im Exil
Nach der Absetzung des Königspaares in Sizilien reiste Marie durch Europa, meist in Begleitung ihrer Schwester Mathilde. Sie produzierte laufend Skandale, schwamm nackt in Ostia im Meer, rauchte Zigarillos in der Öffentlichkeit. Während ihrer Zeit in Rom kämpfte Marie mit Atemproblemen und schwerem Husten, weshalb sie in ihre bayrische Heimat reiste, um sich zu erholen. Rasch verbreitete sich das Gerücht, sie sei schwanger mit einem unehelichen Kind. Im Familienrat sei beschlossen worden, dass Marie sich in das Ursulinen-Kloster in Augsburg zurückziehen solle, wo sie im November 1862 eine Tochter Daisy zur Welt gebracht habe, die bald nach der Geburt an Pflegeeltern, den Grafen und die Gräfin de Gineste auf Schloss Garrevaques im Département Tarn, weitergegeben wurde. Die Mutter sei aber mit der Tochter in Verbindung geblieben, bis diese noch vor ihr starb, und habe sogar an ihrer Beerdigung in Paris teilgenommen. Dies griff eine Ururgroßnichte der Ginestes, Lorraine Kaltenbach, in einem 2021 erschienenen Buch auf, ohne jedoch stichhaltige Beweise für ihre teils gewagten Behauptungen zu liefern. Kaltenbach beruft sich auf mündliche Aussagen einer bereits verstorbenen Verwandten, die nicht mehr überprüfbar sind und konstruiert geschickt eine sinnige aber spekulative Geschichte, die sie trotz vieler Fußnoten nicht mit historischen Dokumenten beweisen kann. 
Mit historischen Quellen belegbar ist nur die Lungenkrankheit Maries, wie die Historikerin Astrid Mathyshek in ihrer 2025 erschienenen Biografie ausführlich darlegte. Demnach existierte zwar eine Deutsch-Französin, welche zu Marie Larisch, der Nichte Königin Maries,  ein freundschaftliches Verhältnis hatte, es gibt jedoch keine Anhaltspunkte, dass die junge Frau in irgendeinem verwandtschaftlichen Verhältnis zu Königin Marie stand oder jemals mit dieser in Kontakt kam.
Marie Gräfin Larisch, hatte die Geschichte verbreitet, dass es sich beim Kindsvater um einen belgischen Offizier der päpstlichen Garde namens Graf Armand de Lavaÿss gehandelt habe. Obwohl die Larisch-Biographin Brigitte Sokop diese Behauptung nachhaltig entkräften konnte, hält sie sich selbst in der Forschung bis heute überaus hartnäckig. Neben anderen stichhaltigen Argumenten, die das Zustandekommen von Marie Larischs Geschichte detailliert beleuchten, konnte Sokop nachweisen, dass es in Belgien keine Adelsfamilie de Lavaÿss gibt oder jemals gegeben hat. Auch das Vatikanische Archiv hat in seinen Akten keine Hinweise auf einen Offizier dieses Namens gefunden. Als möglicher Kandidat für die Vaterschaft des Kindes gilt u. a. der spanische Gesandte Salvador Bermúdez de Castro, Marchese di Lema, der häufig in Gesellschaft des neapolitanischen Königspaares zu sehen war und dem auch eine Affäre mit Maries Schwester Mathilde Gräfin Trani nachgesagt wurde.
Auf Zureden ihrer Familie entschloss sich Marie, zu ihrem Mann nach Rom zurückzukehren. Franz ließ einen operativen Eingriff vornehmen, damit er die Ehe endlich vollziehen konnte und Marie brachte am 24. Dezember eine Tochter zur Welt. Das Kind starb allerdings schon nach einigen Wochen. Franz und Marie verließen Italien und zogen nach Frankreich.
Als begeisterte Jägerin kaufte sie ein Jagdschloss in England. Zu einer ihrer Reitjagden lud sie die kaiserliche Schwester Sisi ein. Über die Treffen in England existieren diverse Gerüchte, die einen Streit der Schwestern beinhalten, welcher so jedoch nie stattfand. Über die Aufenthalte in England und das Verhältnis der Schwestern Marie und Elisabeth, sowie über ihre Reitkünste, klärt Mathysheks Biografie ausführlich auf.
Nach dem Ersten Weltkrieg kehrte Marie nach München zurück, wo sie 1925 starb. Bestattet wurde sie neben ihrem Mann und der Tochter in Rom. 1984 wurden die sterblichen Überreste in die Grablege der sizilianischen Bourbonen, die Basilika Santa Chiara in Neapel, überführt.

## Nachkommen
- uneheliche Tochter (* 24. November 1862)
- Maria Christina Pia (* 24. Dezember 1869; † 28. März 1870) aus ihrer Ehe mit Franz II.

## Film
- Sisis berühmte Geschwister, BR-Filmdokumentation von Bernhard Graf, 2016
- ’O Re. (engl. The King of Naples) Eine Spielfilm-Komödie von 1989 mit Giancarlo Giannini (Francesco) und Ornella Muti (Maria Sofia). Drehbuch und Regie: Luigi Magni. Auszeichnungen: David di Donatello für bester Nebendarsteller (Carlo Croccolo) und beste Kostüme. Nasteo d’Argento für beste Kostüme.[14] Eine Hommage an die Commedia dell’arte, ironische und melancholische Momente wechseln sich ab.